# Periscepsia fratella
Periscepsia fratella là một loài ruồi trong họ Tachinidae.